# 修行
修行（しゅぎょう、異音：すぎょう）は、仏教における精神の鍛錬に関する用語の一つ。
財産・名誉・性欲といった人間的な欲望から解放され、生きていること自体に満足感を得られる状態を追求することを指す。
この仏教用語を元に、古代インド宗教における同質の行為や、他の宗教における精神鍛錬にも、固有の用語が無い場合にはこの語が用いられる（例：イスラーム修行）。
また一般的には、世俗的な習練、習い修めを表す語である「修業」と混同されて呼ばれることも少なくない（詳しくは後述する）。

## 概説

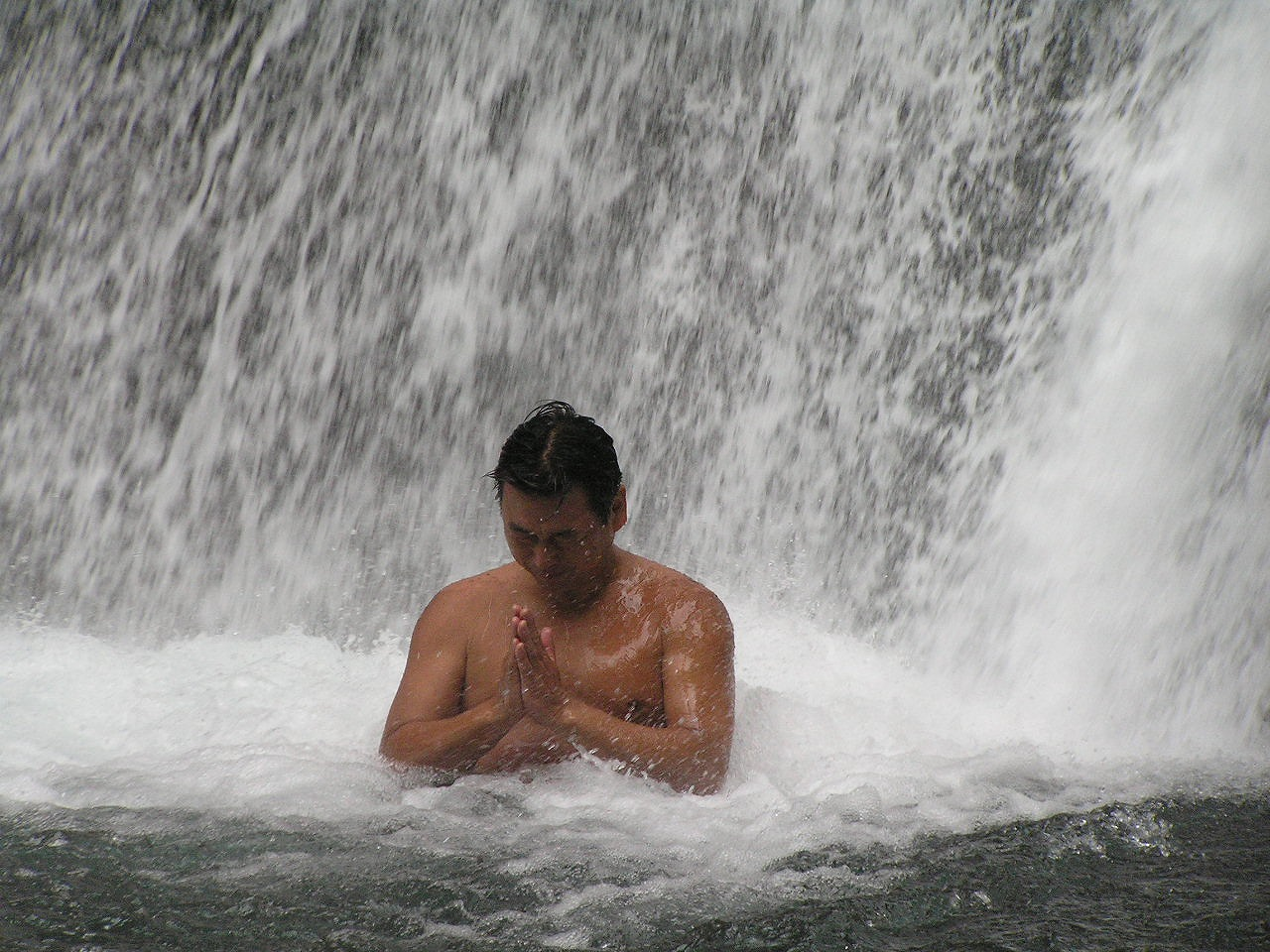
修行の一つである滝行

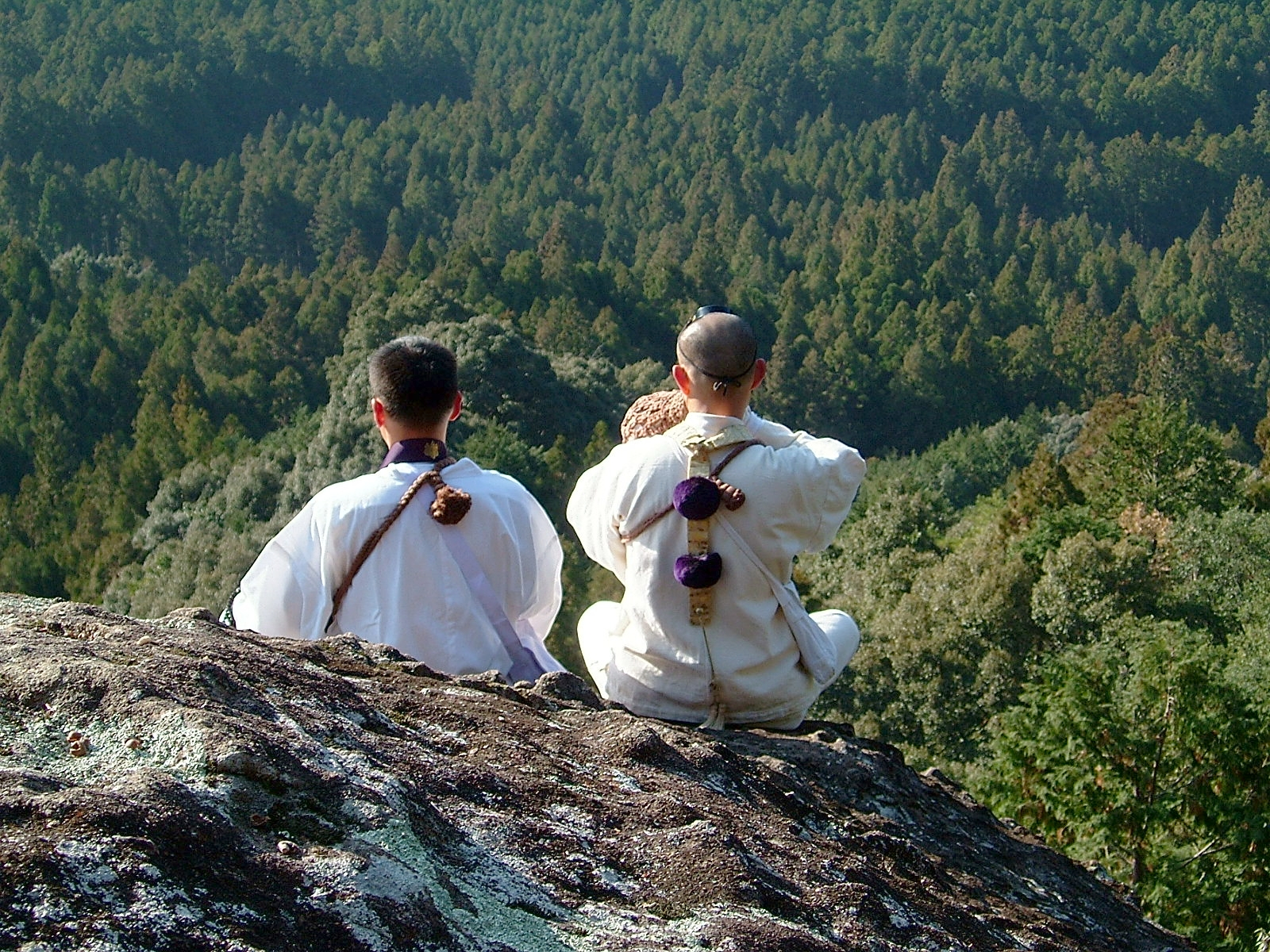
修験道における山岳修行中の山伏

仏典の中では、特に「修行」と呼ぶことは少なく、「行（ぎょう, carita）」とのみ呼ぶことが多い。
特に厳しく苦しい修行は苦行（くぎょう）と称される。また、特別重要で中心的な修行を指して正行（しょうぎょう）と呼び、補助的な修行を助行（じょぎょう）と呼ぶこともある。
修行を行う僧を日本では行者（ぎょうじゃ）、あるいは、修行僧（しゅぎょうそう）と呼び、同じく、修験者（修験道の修行者）をも行者と呼ぶ。また、その他の宗教の修行者も行者の名で呼ばれる場合がある（例：ヨーガの行者）。
修行においては、怒り・怨み・妬み・憎悪といった否定的感情も破棄しなければならない。
「額に汗をかかなければ無理である」という意見もある一方、「額に汗をかく必要がない修行もある」という意見もある。

## 修業との混同
日本語では修行を「修業（しゅぎょう）」と表記し、その意味が混同される場合も多い。
しかし、「修行」が、上述のとおり「宗教的な行」すなわち、本質的に「仏の悟りを求めて実践すること」を指しているのに対し、「修業」は「世間的な学問や技芸などを習い修めること」や「職業的な生業（なりわい）を習得すること」を指す語であり、明確な違いがある。
ただし、辞書などによれば、修行の中には学ぶだけではなく積極的に身につける場合でも修行とする場合がある。

## 派生的用法
上述した混同の問題とも多分に関連するが、本来の用法・用語から逸脱あるいは派生した用法に、次のようなものがある。
なお、特筆しない限りは日本語での用法である。

### 体を使った訓練・鍛錬を指して言う
花嫁修業や武者修行など、能力・技術の向上を目指した訓練（修業）に「修行」の字を当てる。

### 創作的用法
この分野では、例えば、正しく修験道の修行者（修験者）でもある忍者の訓練などに、それらの精神面を主体と見なす感覚から、「修業」ではなく「修行」の字が選ばれて表現される場合もある。その用法の言語的正否は別の問題として、多くは、混同ではなくよく知った上での使用であろうと思われ、その意味で他とは異なる。

### その他の用法
航空会社のマイレージサービスにおける加算のみを目的に搭乗する行為を示す俗語として、日本では「修行」（マイル修行）という語が用いられることがある。